# II Liceum Ogólnokształcące im. Ziemi Kociewskiej w Starogardzie Gdańskim
II Liceum Ogólnokształcące im. Ziemi Kociewskiej w Starogardzie Gdańskim, pot. Skóra, Biały, Drugi – szkoła średnia w Starogardzie Gdańskim utworzona w 1991 roku.

## Historia
Liceum rozpoczęło swoją działalność 1 września 1991 roku, funkcjonując początkowo równolegle z istniejącym od 1953 roku Zespołem Szkół Przemysłu Skórzanego. Inicjatorem powstania drugiego w Starogardzie Gdańskim liceum ogólnokształcącego był dyrektor Paweł Peikowski.
Od 1 września 1995 roku szkoły wchodzące w skład Zespołu Szkół Przemysłu Skórzanego i II Liceum Ogólnokształcącego otrzymały wspólną nazwę: Zespół Szkół Skórzanych i Ogólnokształcących. Na mocy Uchwały Rady Powiatu Starogardzkiego z dnia 19 maja 2006 roku od 1 września 2006 roku szkoła otrzymała nazwę II Liceum Ogólnokształcące – zmiana ta związana była z likwidacją szkół przemysłu skórzanego. 
Od 1 września 2011 roku szkoła nosi imię Ziemi Kociewskiej. Zostało ono nadane na wniosek Rady Pedagogicznej, Rady Rodziców i Samorządu Uczniowskiego uchwałą Rady Powiatu Starogardzkiego z dnia 20 maja 2011.

## Dyrekcja
- Paweł Peikowski (1 września 1991 – 31 sierpnia 2007)
- Piotr Cesarz (1 września 2007 – 31 sierpnia 2016)
- Hanna Gałązka-Janas (od 1 września 2016)

## Absolwenci
- Krzysztof Niedziela
- Piotr Sobolewski